# 松浜橋
松浜橋（まつはまばし）は、新潟県新潟市の阿賀野川に架かる新潟県道17号新潟村松三川線の道路橋梁である。西詰側は東区下山、東詰側は北区松浜に位置する。

## 概要
阿賀野川の河口から約1.5kmの位置に架かる、14径間下路曲弦ワーレントラス橋。阿賀野川に架かる橋梁としては最も下流に位置する。橋長921.3 mで、橋梁本体の上流側と下流側の双方に歩道橋が併設されている。橋梁部の塗色は架橋以来数度の変遷を経ており、現在はトラス部が薄緑色、桁部が朱色、歩道橋の欄干が薄黄色となっている。西詰側の北西部には新潟空港があり、当橋梁に並行して河口部に架設された誘導灯を見ることができる。
当橋梁の上流側には国道113号（山の下東港線）のござれや阿賀橋が架橋されている。なお、当橋梁はトラスの断面部がやや低いことなどから、高さ3.2 mを越える車両は通行できないため、当該車両はござれや阿賀橋など他の橋梁へ迂回する必要がある。

## 歴史
かつて昭和時代初期まで、両岸を結ぶ交通手段は渡船しかなかったが、1939年（昭和14年）11月1日早朝に渡船の転覆事故が発生し、30人が死亡する惨事となった。これをきっかけに北蒲原郡松ヶ崎浜村（当時）では両岸への架橋を村議会で決定、村有地の売却などを行って財源を確保し、1942年（昭和17年）に架橋工事に着工、翌1943年（昭和18年）7月24日に初代橋梁が木橋として竣工した。なお、施工中の1942年（昭和17年）11月29日にも、松ヶ崎浜から新潟方面へ向かう渡船が転覆し32人が死亡する惨事が発生した。
1943年（昭和18年）10月、台風による洪水で橋桁の一部が流失する事故が発生し、1946年（昭和21年）7月に新たな橋梁が架橋された。その後も1956年（昭和31年）7月にも大雨による増水で流失するなど、木橋では恒久的に交通路を維持するのが困難であった。
1960年代に入りモータリゼーションによって自動車交通量が増加したのに合わせ、新潟県によって永久橋梁に架け替えられることになり、施工が進められた。ところが1964年（昭和39年）6月16日に発生した新潟地震によって旧橋梁の大部分と、施工中の新橋梁の1径間が落下し、横断途中のタクシー1台が川に転落し運転手が負傷した。現橋梁は同年12月19日に全面竣工して本供用を開始。その後、歩道橋が順次増設され現在に至っている。
1960年代後半から1970年代にかけ、松浜橋は新潟港の西港区と東港区を結ぶルートとなり、さらには新潟空港にも程近いことから新潟市周辺の交通の要衝となりつつあった。また同じ頃、旧松ヶ崎浜村の中心地である松浜周辺では大規模な住宅地開発が進捗し、人口集積地となった。さらに豊栄市（当時、現北区）や新発田市などでも同様にベッドタウン化が進捗したことから交通量は大幅に増加し、朝夕のラッシュ時には慢性的な渋滞や速度低下が発生するようになった。
また、この区間は1982年（昭和57年）に主要地方道新潟村上線から国道345号の経路延伸によって同国道の区間に指定変更され、さらに1993年（平成5年）には国道113号へ指定変更されている。さらに2013年（平成25年）4月2日から国道113号および国道345号の区間が、ござれや阿賀橋経由の区間へ指定変更されたのに伴い、松浜橋は主要地方道の区間へ指定変更された。

### 年表
- 1943年（昭和18年）7月24日 - 初代橋梁が開通[3]。
- 1946年（昭和21年）7月 - 2代目の橋梁が開通[3]。
- 1964年（昭和39年）12月19日 - 現在の3代目の橋梁が開通[3]。
- 1982年（昭和57年）4月1日 - 国道345号に指定変更。
- 1993年（平成5年）4月1日 - 国道113号との重複区間に指定。
- 2013年（平成25年）4月2日 - 主要地方道新潟村松三川線（新潟県道17号）に指定変更。